# Von Corswant
von Corswant är en gotländsk, ursprungligen tysk, adlig släkt. Släkten invandrade på 1860-talet till Gotland från Rügen och köpte där efter hand upp ett flertal olika gårdar och stora markarealer. Sedan dess har familjen varit mycket framträdande inom gotländskt jordbruk och medlemmar av släkten är än idag några av Gotlands enskilt största markägare. Stafva gård, som bland annat är Gotlands största producent av ost, liksom gården Skäggs. Hallfreda Gård i Follingbo tillhörde släkten von Corswant från 1900-2006.
Släkten von Corswant har en släktförening och är medlemmar i Ointroducerad adels förening.